# 中城区
中城区是杭州历史上的一个行政区划。1945年9月设立，1957年6月撤销。大致范围在今庆春路以南、清泰街以北、贴沙河环城东路以西、西湖以东，是当时杭州最为繁华热闹的区域。区政府位于西浣纱路。杭州市政府陈列的撤销理由为，城市发展及社会主义改造完成致使市政府有必要调整城市行政区划，撤销后，其辖区分别并入上城区、下城区，随后又大都并入上城区。